# Lars Nieuwpoort
Lars Nieuwpoort (Den Helder, 29 ottobre 1994) è un calciatore olandese, difensore svincolato.

## Caratteristiche tecniche
È un difensore centrale.

## Carriera
Cresciuto nel settore giovanile dell'AZ Alkmaar, nel 2013 passa all'Almere City con cui debutta fra i professionisti il 3 agosto 2013 in occasione dell'incontro di Eerste Divisie perso 3-2 contro il Volendam.
Nel 2017 è stato acquistato a titolo definitivo dal De Graafschap. Dopo due stagioni passa a parametro zero all'RKC Waalwijk firmando un contratto biennale.